# Liste der Kulturdenkmäler in Erfweiler
In der Liste der Kulturdenkmäler in Erfweiler sind alle Kulturdenkmäler der rheinland-pfälzischen Ortsgemeinde Erfweiler aufgeführt. Grundlage ist die Denkmalliste des Landes Rheinland-Pfalz (Stand: 14. Dezember  2023).

## Einzeldenkmäler
| Bezeichnung                     | Lage                                                            | Baujahr                   | Beschreibung | Bild                           |
| ------------------------------- | --------------------------------------------------------------- | ------------------------- | --- | ------------------------------ |
| Wohnhaus                        | Bärenbrunner Straße 2 Lage                                      | 18. Jahrhundert           | eingeschossiges Fachwerkhaus, 18. Jahrhundert                                                                                | weitere Bilder Fotos hochladen |
| Brunnen                         | Brunnengasse, Ecke Winterbergstraße Lage                        | 1881                      | Laufbrunnen, Gusseisen, bezeichnet 1881                                                                                      | Fotos hochladen                |
| Wohnhaus                        | Brunnengasse 5 Lage                                             | 18. Jahrhundert           | Fachwerkhaus, 18. Jahrhundert                                                                                                | Fotos hochladen                |
| Wohnhaus                        | Fischwoogstraße 10 Lage                                         | 18. Jahrhundert           | eingeschossiges Fachwerkhaus auf massivem Kellersockel, 18. Jahrhundert, Haustür aus der zweiten Hälfte des 19. Jahrhunderts | Fotos hochladen                |
| Friedhofskreuz                  | Friedhofstraße, auf dem Friedhof Lage                           | spätes 19. Jahrhundert    | Friedhofskreuz, Sandstein, spätes 19. Jahrhundert                                                                            | Fotos hochladen                |
| Wohnhaus                        | Friedhofstraße 4 Lage                                           | 1724                      | Fachwerkhaus, teilweise massiv, Krüppelwalmdach, bezeichnet 1724                                                             | weitere Bilder Fotos hochladen |
| Wegekreuz                       | Thalstraße, bei Nr. 16 Lage                                     | 1811                      | Wegekreuz, klassizistisch, bezeichnet 1811                                                                                   | weitere Bilder Fotos hochladen |
| Wohnhaus                        | Winterbergstraße 23 Lage                                        | 18. Jahrhundert           | Fachwerkhaus, Krüppelwalmdach, 18. Jahrhundert                                                                               | weitere Bilder Fotos hochladen |
| Wohnhaus                        | Winterbergstraße 25 Lage                                        | 18. Jahrhundert           | Fachwerkhaus, Krüppelwalmdach, 18. Jahrhundert                                                                               | weitere Bilder Fotos hochladen |
| Wohnhaus                        | Winterbergstraße 30 Lage                                        | 18. Jahrhundert           | Fachwerkhaus, 18. Jahrhundert                                                                                                | Fotos hochladen                |
| Wegekreuz                       | Winterbergstraße, bei Nr. 42 Lage                               | Ende des 19. Jahrhunderts | Wegekreuz, Rotsandstein, Ende des 19. Jahrhunderts                                                                           | Fotos hochladen                |
| Rathaus                         | Winterbergstraße 49 Lage                                        | um 1870/80                | ehemalige Schule; eingeschossiger spätklassizistischer Putzbau, um 1870/80                                                   | weitere Bilder Fotos hochladen |
| Wegekreuz                       | Winterbergstraße, bei Nr. 49a Lage                              | 1787                      | Wegekreuz, bezeichnet 1787                                                                                                   | Fotos hochladen                |
| Katholische Kirche St. Wolfgang | Winterbergstraße 58 Lage                                        | 1900                      | neugotischer Saalbau, 1900, Architekt Wilhelm Schulte I., Neustadt an der Weinstraße                                         | weitere Bilder Fotos hochladen |
| Friedhofskreuz                  | Winterbergstraße, bei Nr. 58 Lage                               | 1787                      | barockes Friedhofskreuz, bezeichnet 1787                                                                                     | BW                             |
| Quereinhaus                     | Winterbergstraße 66 Lage                                        | 18. Jahrhundert           | gestelztes Fachwerk-Quereinhaus, teilweise massiv und verputzt, Krüppelwalmdach, wohl aus dem 18. Jahrhundert                | weitere Bilder Fotos hochladen |
| Wohnhaus                        | Winterbergstraße 69 Lage                                        | 1764                      | Fachwerkhaus, bezeichnet 1764                                                                                                | weitere Bilder Fotos hochladen |
| Quereinhaus                     | Winterbergstraße 73 Lage                                        | 18. Jahrhundert           | eingeschossiges Fachwerk-Quereinhaus, 18. Jahrhundert; verdachte Freitreppe; Garten mit Einfriedung; bauliche Gesamtanlage   | Fotos hochladen                |
| Wohnhaus                        | Winterbergstraße 74 Lage                                        |                           | Fachwerkhaus, teilweise massiv                                                                                               | Fotos hochladen                |
| Wegekreuz                       | Winterbergstraße, gegenüber Nr. 78 Lage                         | 1901                      | Kruzifix, bezeichnet 1901 | weitere Bilder Fotos hochladen |
| Wohnhaus                        | Winterbergstraße 80 Lage                                        |                           | Fachwerkhaus, teilweise massiv                                                                                               | Fotos hochladen                |
| Wohnhaus                        | Winterbergstraße 85 Lage                                        | um 1800                   | Wohnhaus, eingeschossiger Zweiflügelbau, Fachwerkgiebel, um 1800                                                             | weitere Bilder Fotos hochladen |
| Wohnhaus                        | Winterbergstraße 86/88 Lage                                     | 18. Jahrhundert           | Fachwerkhaus, teilweise massiv, 18. Jahrhundert                                                                              | weitere Bilder Fotos hochladen |
| Wohnhaus                        | Winterbergstraße 92 Lage                                        | 18. Jahrhundert           | eingeschossiges Fachwerkhaus, teilweise massiv, auf hohem Kellersockel, 18. Jahrhundert                                      | weitere Bilder Fotos hochladen |
| Winterkirchel                   | nordöstlich des Ortes am Winterberg Lage                        | ab 1736                   | Türsturz des Vorgängerbaus, bezeichnet 1748, und Steinkreuz, 1736, im Neubau von 1948/49                                     | Fotos hochladen                |
| Wegekreuz                       | östlich des Ortes in der Nähe des Wanderheimes Dicke Eiche Lage |                           | Wegekreuz | Fotos hochladen                |
| Wegekreuz                       | östlich des Ortes unterhalb des Hegerturms Lage                 | 1933                      | Wegekreuz; expressionistisch beeinflusstes Kruzifix, bezeichnet 1933                                                         | Fotos hochladen                |
| Wegekreuz                       | südlich des Ortes an der K 39 Lage                              | 1874                      | Wegekreuz; gotisierendes Kruzifix, Sandstein, bezeichnet 1874                                                                | Fotos hochladen                |
| Wegekreuz                       | westlich des Ortes an der K 39 Lage                             | 1810                      | Wegekreuz, Sandstein, bezeichnet 1810                                                                                        | BW                             |